# Trompe-l’œil
Trompe l'œil (fransk: som bedrager øjet, af tromper ’bedrage’ og œil ’øje’) er en genre inden for kunsten, der siden antikken har været en udbredt fremstillingsmåde, som forsøger at gøre det umuligt for øjet at skelne mellem et malet og et virkeligt objekt.
Et trompe l’oeil maleri skal narre betragteren til at tro, at det malede motiv er den skinbarlige, rumlige virkelighed. Et trompe l’oeil er i den forstand i høj grad afhængig af sin betragter. Uden dennes reaktion mangler trompe l’oeil’et sin eksistensberettigelse. Overraskelsen over at være blevet narret er en vigtig effekt af værkets illusion. Det tidligste trompe l’oeil der så vidt vides er bevaret til i dag, er fra starten af 1500-tallet. Men illusionseffekten har man efterstræbt siden antikken. Trompe l’oeil maleriet blev især dyrket i 1600-tallet.
Betegnelsen blev dog først brugt i år 1800, da den franske maler Louis-Léopold Boilly (1761-1845) udstillede et billede på Parisersalonen i Paris, som i kataloget benævntes “Un trompe l’oeil” (et øjenbedrag). Værket forestillede en række af kunstnerens tegninger og skitser, den ene oven på den anden bag et ituslået glas, alt sammen illusionistisk malet. Billedet vakte så stor opsigt, at man måtte anbringe en balustrade foran det for at kunne regulere publikumsgennemstrømningen.
Udover at pege tilbage på sit værks ophavsmand, peger trompe l’oeilet også på betragteren og på dennes synsproces i forhold til værket. Når den første overraskelse over at være blevet taget ved næsen er overstået, følger selvransagelsen, og betragterens opmærksomhed overfor sine øvrige omgivelser er vakt. Hvad er virkelighed, og hvad er bedrag? Hvad er kunst, og hvad er ikke?

## Frontløbere inden for trompe l’oeil
Det første egentlige trompe l’oeil-maleri, der kendes i dag, er Jacopo de’ Barbaris Agerhøne, jernhandsker og armbrøstbolt fra 1504. Hundrede år efter følger Georg Flegel med et trompe l’oeil-skab, der gengiver en buket blomster, en frugtskål, glas og andre genstande i et skab med to hylder. Disse kunstnere var dog begge temmelig usædvanlige for deres tid og må betragtes som forløbere for den senere udvikling.
Der findes dog beretninger helt tilbage fra Antikken om kunstneres dygtigt udførte illusionisme, der narrer betragteren til at tro, at de malede genstande er virkelige:
”Trompe l’oeil-maleriet går tilbage til antikken, hvor den romerske forfatter Plinius den Ældre (23/24 -79e.kr.) beretter om en kappestrid mellem de to berømte malere fra antikkens Grækenland, Zeuxis og Parrhasios (sidste halvdel af det 5. årh.f.kr.). Zeuxis malede en klase vindruer så naturtro, at fuglene kom flyvende ned for at hakke i den. Parrhasios tog udfordringen op og malede på sit billede et forhæng, der var så naturtro, at Zeuxis, da han kom for at se billedet, bad Parrhasios om at trække forhænget til side og vise ham billedet, som skjulte sig bag det! I næste øjeblik måtte Zeuxis erkende sit nederlag: han havde selv narret fuglene, men Parrhasios havde narret ham.” Således skriver kunsthistorikeren og 1600-tals kenderen Olaf Koester.

## Illusionen inspirerer
Trompe l’oeil fik sin udbredelse som en selvstændig genre indenfor stilleben-maleriet i 1650’erne. Carel Fabritius (1622-1654) og Samuel van Hoogstraten (1627-1678), der begge tilhørte Rembrandts kreds, var centrale indenfor udviklingen af genren. Interessen bredte sig og flere kunstnere, primært i Delft, Amsterdam, Haag og Dordrecht, tog den nye genre op, der forgrenede sig i forskellige motivtyper. Døde fugle, musikinstrumenter, brevvægge, jagtredskaber, kunstkammeropstillinger og ateliervægge var nogle af de mest populære motiver.
 1650’ernes udvikling af genren lagde det fundament, som Cornelius Norbertus Gijsbrechts senere byggede videre på, og som gjorde ham til én af de vigtigste trompe l’oeil malere i det 17. århundrede. Han var dog ikke del af de hollandske frontløbere i udviklingen af trompe l’oeil, eftersom han først dyrkede genren i 1660’erne og 1670’erne.
Paradoksalt nok opstod begrebet trompe l’oeil først i år 1800, da genren stort set ikke længere blev dyrket. På dette tidspunkt havde den form for maleri, som begrebet beskriver, allerede en lang historie. Men fordi de fleste malere fra 1500-tallet og frem til midten af 1800-tallet i forvejen søgte den mest overbevisende imitation af det repræsenterede, havde man sandsynligvis ikke behov for et særskilt begreb til at betegne de malerier, der var særligt fremtrædende i deres illusionisme.

## Foragtet og elsket
Trompe l’oeil genren har ikke altid været lige anerkendt. Genren blev i mange år betragtet som en kunstform, der manglede en intellektuel overbygning, og blev derfor set ned på for sin simple håndsværksmæssige karakter. Man havde kort sagt svært ved at få øje på kunstnernes åndelige indsats i værket.
I renæssancen undergik kunstens status en forandring; fra at blive betragtet som et blot og bart håndværk til at blive betragtet som et håndværk, der involverede intellektuel aktivitet. På dette tidspunkt etablerede man også et kunstens hierarki, der blev til ud fra en forestilling om, i hvor høj grad kunstneren havde benyttet sine intellektuelle evner.
Højest i hierarkiet figurerede historiemaleriet, mens stillebengenren rangerede lavest. Man mente, at det eneste der behøvedes for at udføre et stilleben, var de tekniske evner til at overføre objekternes fysiske fremtoning til maleriet. Derfor afviste de lærde genren med foragt, hvilket stod i skærende kontrast til den popularitet, som den oplevede blandt almindelige mennesker.
Dog kunne en effektiv metode skabe respekt omkring en kunstners trompe l’oeil værker: at narre højtstående personer med illusionen. I barokken var trompe l’oeil genren særdeles populær hos de europæiske konger og kejsere. Her blev den narredes intellektuelle - og specielt hans sociale status - brugt som en målestok for kunstnerens rang. Kunne man narre selveste kongen, var det den ultimative triumf, og derfor fortælles der mange anekdoter herom.

## Trompe l’oeil i andre kunstformer
Trompe l’oeil har i formen "fremtvunget perspektiv" længe været brugt i teaterverdenens kulissedesign for at skabe en illusion om et markant dybere rum end den egentlige sceneplads. Et berømt tidligt eksempel er Teatro Olimpico i Vicenza i Norditalien med Vincenzo Scamozzis “gader” (1585), syv gader med kunstigt perspektiv, som forekommer at fortsætte ud i det fjerne.
Trompe l’oeil bruges også i Donald O'Connors “Singin' in the Rain” (1954) i den berømte scene, hvor Gene Kelly tilsyneladende løber op ad væggen. Hen mod afslutningen af hans “Make ‘em Laugh” nummer, løber han først op ad en rigtig mur. Så løber han mod hvad der synes at være en entré, men da han også løber op heraf, viser det sig at være et stort trompe l’oeil gavlmaleri. I nyere tid er bl.a. Roy Andersson også begyndt at bruge lignende teknikker i sine film.
En anden form for trompel’oeil er matte painting; en teknik i filmproduktion hvor dele af en kompliceret scene males på glaspaneler, som monteres foran kameraet, når der filmes. Denne teknik var almindelig før computeranimation blev almindeligt.
En humoristisk version af trompe l’oeil, der i en vis forstand baserer sig på genrens antikt-mytologiske ophav, forekommer mange steder i Looney Tunes; bl.a. i Grimm E. Ulv og Hjulben tegnefilmene, hvor Grimm E. Ulv fx maler en tunnel på en stenmur, og Hjulben så løber lige igennem denne falske tunnel. Herefter forsøger prærieulven på tåbelig vis ofte at løbe efter hjulben igennem tunnelen for så at støde hårdt ind i stenmuren. Dette synsnummer benyttedes også i Hvem snørede Roger Rabbit.
I Chicago distriktet ‘Near North Side’ (1211 North LaSalle Street) brugte Richard Haas et 16. etagers lejlighedskompleks til at skabe trompe l’oeil vægmalerier som en hyldest til arkitektur i Chicago-stilen. Én af bygningens sider vender mod Chicago Board of Trade bygningen, og maleriet her er tænkt som en refleksion af den fysiske bygning ca. 2. km sydpå.
Tiranos Palazzo Sallis i Norditalien har i århundreder anvendt trompe l’oeil maleri i stedet for dyre murværk, døre, trapper, balkoner og draperinger igennem hele paladset for at skabe en illusion af overdådighed og overflod.
Trompe l’oeil bliver i formen “illusionsmaleri” også brugt indenfor nutidigt interiørdesign, hvor illusoriske vægmalerier har oplevet en genfødsel siden 1980. Betydningsfulde kunstnere inden for feltet er fx den tyske vægmaler Rainer Maria Latzke, som i 1990’erne opfandt en ny metode at producere illusionsmalerier på; freskografien. Her kan den engelske kunstner Graham Rust også nævnes.